# Riparia diluta
A Riparia diluta a verébalakúak (Passeriformes) rendjébe, ezen belül a fecskefélék (Hirundinidae) családjába és a Riparia nembe tartozó faj. 12 centiméter hosszú. Bhután, India, Kazahsztán, Kirgizisztán, Kína, Nepál, Oroszország és Pakisztán száraz füves területein, vízközelben él. Ázsia északi és középső részeiről télen délebbre vándorol. Rovarokkal táplálkozik. Fészkét meredek homokos partba vagy földbe ásott üregbe helyezi.

## Alfajok
- R. d. gavrilovi (Loskot, 2001) – Közép-Szibériában költ, keleten a Léna-folyóig, délen az Altaj-hegységig;
- R. d. transbaykalica (Goroshko, 1993) – Bajkálontúl;
- R. d. diluta (Sharpe & Wyatt, 1893) – költési területe dél-, délkelet-Kazahsztán, a telet északnyugat-India és Nepál területén tölti;
- R. d. indica (Ticehurst, 1916) – Pakisztán, észak-India;
- R. d. fohkienensis (La Touche, 1908) – közép- és kelet-Kína;
- R. d. tibetana (Stegmann, 1925) – délnyugat-Kína.

## Fordítás
- Ez a szócikk részben vagy egészben  a   Pale martin című angol Wikipédia-szócikk fordításán alapul.  Az eredeti cikk szerkesztőit annak laptörténete sorolja fel. Ez a jelzés csupán a megfogalmazás eredetét és a szerzői jogokat jelzi, nem szolgál a cikkben szereplő információk forrásmegjelöléseként.